# Jūzō Itami
Jūzō Itami (伊丹 十三?, Itami Jūzō), pseudonimo di Yoshihiro Ikeuchi (池内 義弘?, Ikeuchi Yoshihiro; Kyoto, 15 maggio 1933 – Tokyo, 20 dicembre 1997), è stato un attore, regista e produttore cinematografico giapponese. I dieci film da lui diretti, tutti scritti di suo pugno, sono satire comiche.

## Biografia
Jūzō debuttò come regista all'età di 50 anni con il film Il funerale, girato nel 1984; il film fu accolto con enorme favore dal pubblico giapponese e ricevette numerosi premi e riconoscimenti. Fu tuttavia il secondo film, Tampopo, una sorta di spaghetti western, quello che lo portò al successo internazionale.
Jūzō si suicidò a Tokyo il 20 dicembre 1997, gettandosi dal tetto del palazzo in cui era situato il suo ufficio, in seguito a uno scandalo di carattere sessuale. In una lettera lasciò scritto che era totalmente estraneo agli eventi ascrittigli. Tuttavia la sua morte ha suscitato alcune perplessità: il giornalista Jake Adelstein ritiene che non si sia suicidato, ma sia stato ucciso dalla malavita giapponese.